# Смоленская летопись
Смоленская летопись — русская летопись, составленная в Смоленске в конце XIII — начале XV веков.

## Текстология и содержание
Смоленская летопись известна по отрывкам, частично сохранившимся в русских и белорусских летописных сводах XV—XVI веков. Отражает преимущественно историю Смоленской земли и, отчасти, Великого княжества Литовского (поход князя Ольгерда и Святослава Смоленского на Москву в 1370 году, сражение смоленских и литовских князей под Мстиславлем в 1386 году, возвращение в Смоленск князя Юрия Святославича в 1401 году и его кончину). События в летописи отражены с местных позиций, видно стремление к независимости Смоленского княжества и неприязнь к Великому княжеству Литовскому.
Смоленская летопись сложена в традиционной форме как собрание деловых погодовых записей и исторического повествования, размещенных в хронологической последовательности. Она является одним из источников русских летописей XV века, в частности Троицкой летописи (свод Киприана 1408 года), и через них Белорусско-литовской летописи 1446 года. Возможно, это последняя непосредственно смоленская летопись, ибо в 1404 году Смоленское княжество вошло в состав Великого княжества Литовского, и созданные там Летописец великих князей литовских и Смоленская хроника уже являлись белорусско-литовским летописанием.